# CNN Indonesia
CNN Indonesia è un canale televisivo a pagamento indonesiano basato sui notiziari. Lanciata il 17 agosto 2015, la CNN Indonesia è di proprietà di Trans Media. Trans Media ha un accordo di licenza con il canale CNN originale di proprietà di WarnerMedia di AT&T.

## Giornalisti
- Mayfree Syari
- Maggie Callista
- Farhannisa Nasution
- Alfian Raharjo
- Lianita Ruchyat
- Taufik Imansyah
- Tifanny Raytama
- Bram Herlambang
- Sarah Ariantie
- Yudi Yudhawan
- Benny Dermawan